# Geoffrey de Alselyn
Geoffrey de Alselyn también Geoffrey de Hauselyn (c. 1030-1068), fue un caballero francés de origen bretón convertido en noble de la órbita normanda, que participó en la conquista normanda de Inglaterra siguiendo a Guillermo el Conquistador. Señor de Martinvast y vasallo de Roberto el Diablo. Era hijo de Ascelin de Hauselyn (c. 999-1050), señor de Dinan en Côtes-d'Armor. La familia, vinculada estrechamente a Enrique de Ferrières, gozaba de una buena reputación en los círculos de la corte normanda. El duque de Normandía fue testigo de una carta de Robert Pincerna, otro hijo de Ascelin, que indica su ascendencia. Tras la conquista, la familia continuó poseyendo las tierras de Martinvast en La Mancha, Normandía. Se ha especulado que o bien pertenecía a una rama cadete del señor de Dinan en Bretaña, o hijo bastardo de Ascelin.
Tras la conquista y ya establecido como señor anglonormando, recibió los feudos de Elvaston, en Derbyshire, y Laxton (hoy Lexington), Nottinghamshire. El Libro Domesday cita también propiedades en Northampton, Lincoln y Leicestershire. Fue responsable de la construcción de la mota castral que se alzaba en Laxton, aunque no se finalizó hasta que su yerno, Robert de Calz, fuese nombrado Guardián hereditario de los Bosques Reales de Nottingham. El castillo permanecería bajo el control hereditario de la familia hasta que, durante el reinado del rey Juan I de Inglaterra, fuera transferido a la familia Everingham por matrimonio con la heredera. El Lincoln se registró la propiedad como Geoffrey de Hansell y en Derbyshire como Geoffrey d'Alselin.

## Herencia
Algunas fuentes citan a Amicia como esposa, y una hija heredera que se casó con Robert de Calz (c. 1100-1167). Otras fuentes mencionan que se casó con un caballero de la familia Baldorf (Birkin). Parece ser que no tuvo descendia masculina, por lo que otro miembro de la familia tomó su nombre, Raúl [Ralph] de Alselyn (c. 1065-1131) y reclamó la heredad junto con sus hermanos, Geoffrey II de Alselyn (c. 1067-1130) y Elizabeth de Alselyn (c. 1085–1161). El historiador Richard Holmes, aseguró que Geoffrey tuvo dos hijas, y que Raúl es el hijo heredero legítimo de una de ellas. Lo único cierto es que durante el reinado de Enrique I de Inglaterra sus propiedades estuvieron repartidas entre Raúl de Alselyn y Robert de Calz. A finales del siglo XIII, toda su herencia estaba en manos de las familias Bardolf y Everingham.